# Ramón Cajiga
Ramón Benigno De la Cagiga Gómez De Hermosa mejor conocido también como Ramón Cajiga  (Santander, Reino de España, 17 de febrero de 1804 – Oaxaca de Juárez, México, 15 de agosto de 1872) fue un abogado, militar liberal y político mexicano de origen español. Se desempeñó como gobernador interino del estado de Oaxaca entre 1860 y 1863, siendo considerado líder de los borlados, la facción de liberales moderados durante la Guerra de Reforma.

## Biografía

### Origen y migración a México
Nació en Santander, España, en 1804. Migró a México en 1833 junto a su hermano Manuel De la Cagiga. La familia De la Cagiga había poseído un título real desde 1605 que les permitió adquirir los derechos sobre el río San Agustín, propiedad comprada al capitán Pinelo. Tras la independencia de México, dichos derechos se perdieron, y los hermanos emigraron con el objetivo de intentar su recuperación.
A su llegada, Manuel adquirió la hacienda del Cacique, mientras que Ramón, tras el triunfo del partido liberal en Oaxaca, se hizo de la hacienda Dolores. Posteriormente, gracias a la aplicación de la Ley Lerdo, adquirió también Molinos del Lazo.
En 1861, el notario y diputado local Manuel J. Toro Riva escrituró los derechos del río San Agustín dividiéndolos en tres partes: dos tercios fueron asignados a los herederos y propietarios de Molinos del Lazo, y un tercio al pueblo.

### Carrera política y gubernatura
En 1860, el Congreso de Oaxaca lo designó gobernador interino del estado. Durante su gestión, fundó el Registro Civil, reconoció oficialmente la participación heroica de los pobladores de Tlaxiaco en la Guerra de Reforma, y mandó construir la calle Benito Juárez. Además, impulsó la adaptación del antiguo Obispado para alojar la Escuela Normal Central y del ex convento de Belén para convertirlo en hospital, reutilizando recursos y materiales de otras obras en construcción.
Durante la Guerra de Reforma, combatió en la hacienda Dolores y su secretario de gobierno fue el general José Esperón. Recibió en Oaxaca al general Porfirio Díaz tras la Batalla de Puebla. No obstante, en 1863 presentó su renuncia al cargo ante el Congreso, debido a las presiones del propio Díaz. En sus memorias, Díaz escribió: "Don Manuel Dublán, don Luis Carbó, don Ramón Cajiga, y otros que habían sido liberales, fueron de los que más perjuicios me hicieron durante el sitio, fomentando el descontento y la deserción entre mis soldados".

### Últimos años y fallecimiento
En 1872 fue electo juez del Tribunal Superior de Justicia de Oaxaca, aunque no llegó a rendir protesta debido a su fallecimiento el 15 de agosto de ese mismo año, a los 72 años. Su hijo, don Ygnacio De la Cajiga, heredó el  patrimonio de la familia De la Cajiga.